# Kemechey Jenő
Kemecsei Kemechey Jenő László (Királyhelmec, 1862. december 28. – Budapest, 1905. január 14.) újságíró, író, a Petőfi Társaság tagja.

A Kemechey család címere (kelt: 1654. Október 13.)

## Családja és származása
Az ősrégi Szabolcs vármegyei nemesi származású kemecsei Kemechey család sarja, amelyet a 14. században említenek először; Szabó másképp Kemechey Pál és Ferenc 1654. október 13-án címeres nemeslevelet szereztek III. Ferdinánd magyar királytól. Apja kemecsei Kemechey János (1821–1902), Királyhelmec városának a főjegyzője, anyja legenyei és mándoki Galambos Mária (1837–1904). Az apai nagyszülei Kemechey János, földbirtokos és Hanusovszky Borbála voltak. Az anyai nagyszülei legenyei és mándoki Galambos János és Magyar Zsuzsanna voltak.

## Pályája
Az egri papnevelő intézetben papnak készült, azután a budapesti egyetemen jogot végzett. Előbb báró Sennyey Pál főrendiházi elnök magántitkára lett, később ügyvédjelölt volt, azután a Heves- és Zemplén megyei közigazgatásban tisztviselőként dolgozott. Onnan Szegedre ment, 1891-től a Szeged és Vidéke munkatársa, szerkesztője, 1894 júliusától a Budapesti Hírlap belső munkatársaként, a lap országgyűlési tudósítójaként működött. A Dugonics Társaság osztálytitkára volt.

## Házassága és leszármazottjai
1897. október 30-án Vasmegyeren, feleségül vette a nemesi származású jenei Szabó Irén (Nagyhalász, 1871. november 8.–Budapest, 1958. december 6.) kisasszonyt, akinek a szülei jenei Szabó István és nemes Muraközy Rozália (1836–1903) voltak. Kemechey Jenő és Szabó Irén frigyéből született:
- Kemechey László Árpád (Budapest, 1898. november 7.–Róma, Olaszország, 1928. november 16.), újságíró, quirináli magyar nagykövetség sajtóattaséja, a Nemzeti Újságnak főmunkatársa és helyettes szerkesztője.[12][13]
- Kemechey Gábor (Budapest, 1900. március 24.–Budapest, 1966. április 26.), könyvelő.[14] 1.f.: Marton Erzsébet (Nyírmihálydi, 1899. augusztus 20.), tanítónő.[15] 2.f. : Lippert Gabriella.
- ifjabb Kemechey Jenő (Budapest, 1901. november 25.–Balatonfüred, 1980. június 28.), vezérkari alezredes.[16] Neje: Szepesvári Irén (született: Stockinger Irén) (*Celldömölk, 1914. május 6. – Balatonarács, 2008. február 5.),[17][18] boldogfai Farkas Gyula (1907–1938), főhadnagy özvegye.

## Művei
Több regénye és novelláskötete jelent meg, két színművét is játszották.
- Magyar gentry-történetek (elbeszélések, Budapest, 1891)
- Mara rózsái (Budapest, 1899)
- A kis király (regény, Budapest, 1899)
- Magyar mohikánok (elbeszélések, Budapest, 1901)
- Bodrogközi történetek (elbeszélések, Budapest, 1902)
- Magyarország nagyasszonyai (regényes életrajzok. Budapest, 1902)
- A föld (dráma, Budapest, 1902; Malonyai Dezsővel, Nemzeti Színház.)
- Lobogó szerelmek (novellák, Budapest, 1904)
- Az emigráns (színmű, Budapest, 1904)
- A kis király (regény, Budapest, 1906).